# Friedrich Soennecken

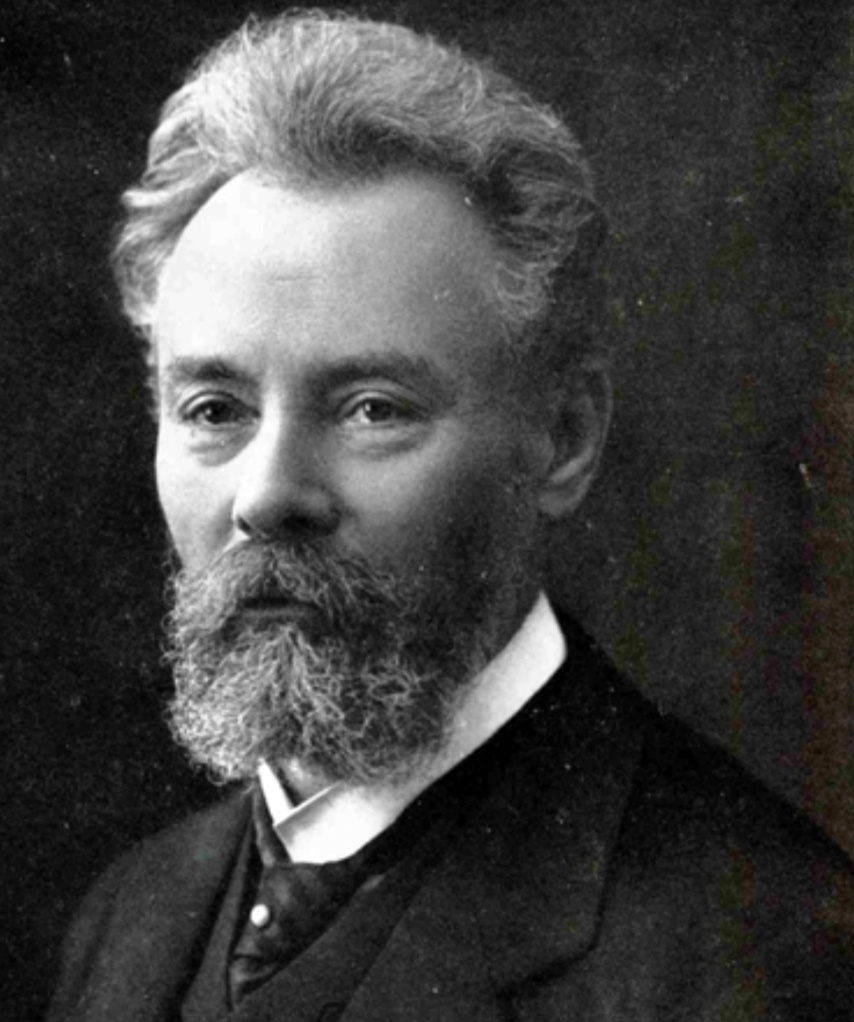
Friedrich Soennecken

Friedrich Soennecken (* 20. September 1848 in Dröschede (heute Stadt Iserlohn); † 2. Juli 1919 in Bonn) war ein deutscher Kaufmann, Unternehmer, Erfinder und Grafiker. Er war der Gründer des Büromittelherstellers Soennecken und entwickelte die Rundschrift mit Rundschriftfedern (Bandzugfedern).

## Leben und Werk

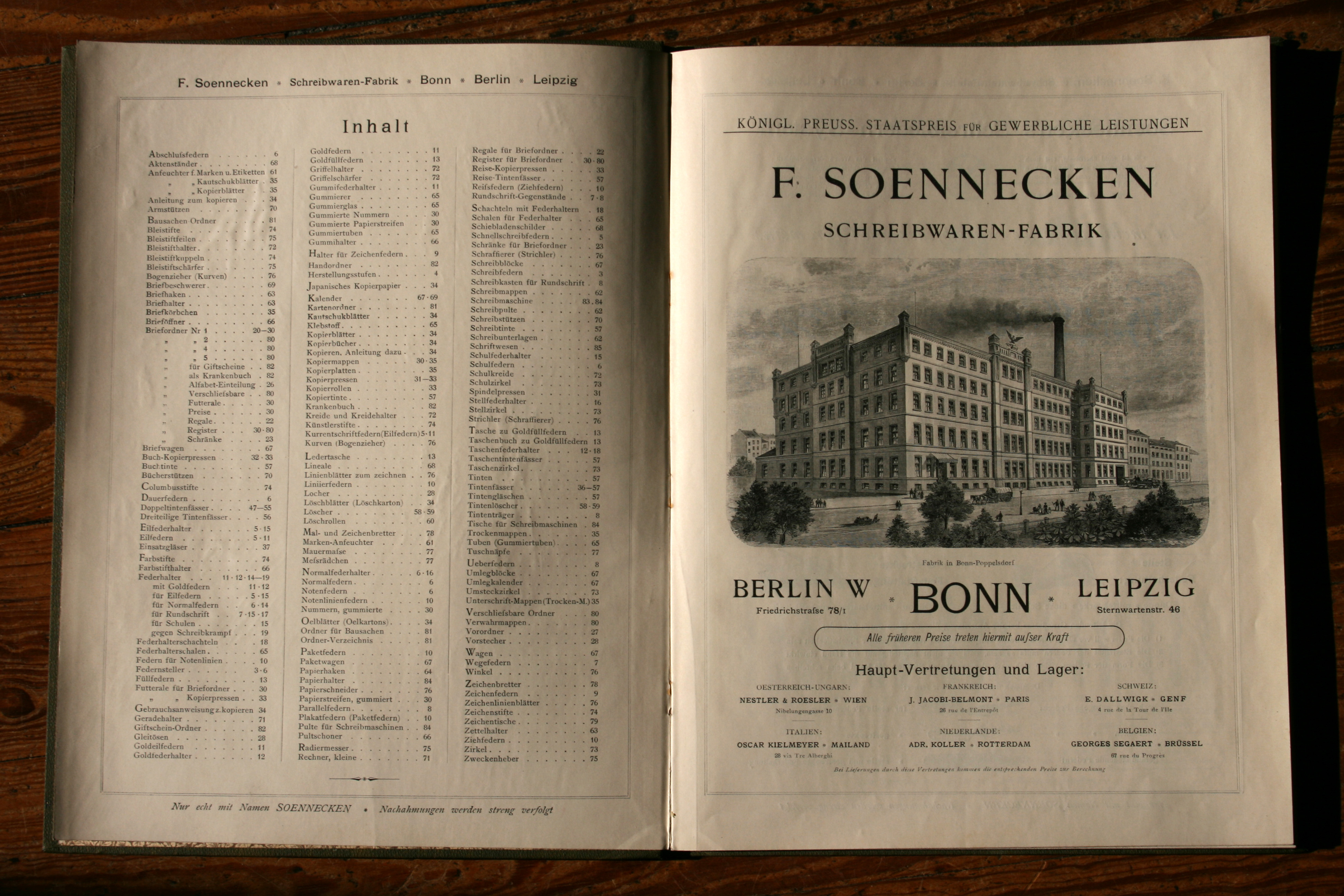
Soenneckens Schreibwarenkatalog, der mit dem Kgl. Preuß. Staatspreis für sein Unternehmen wirbt, 1895

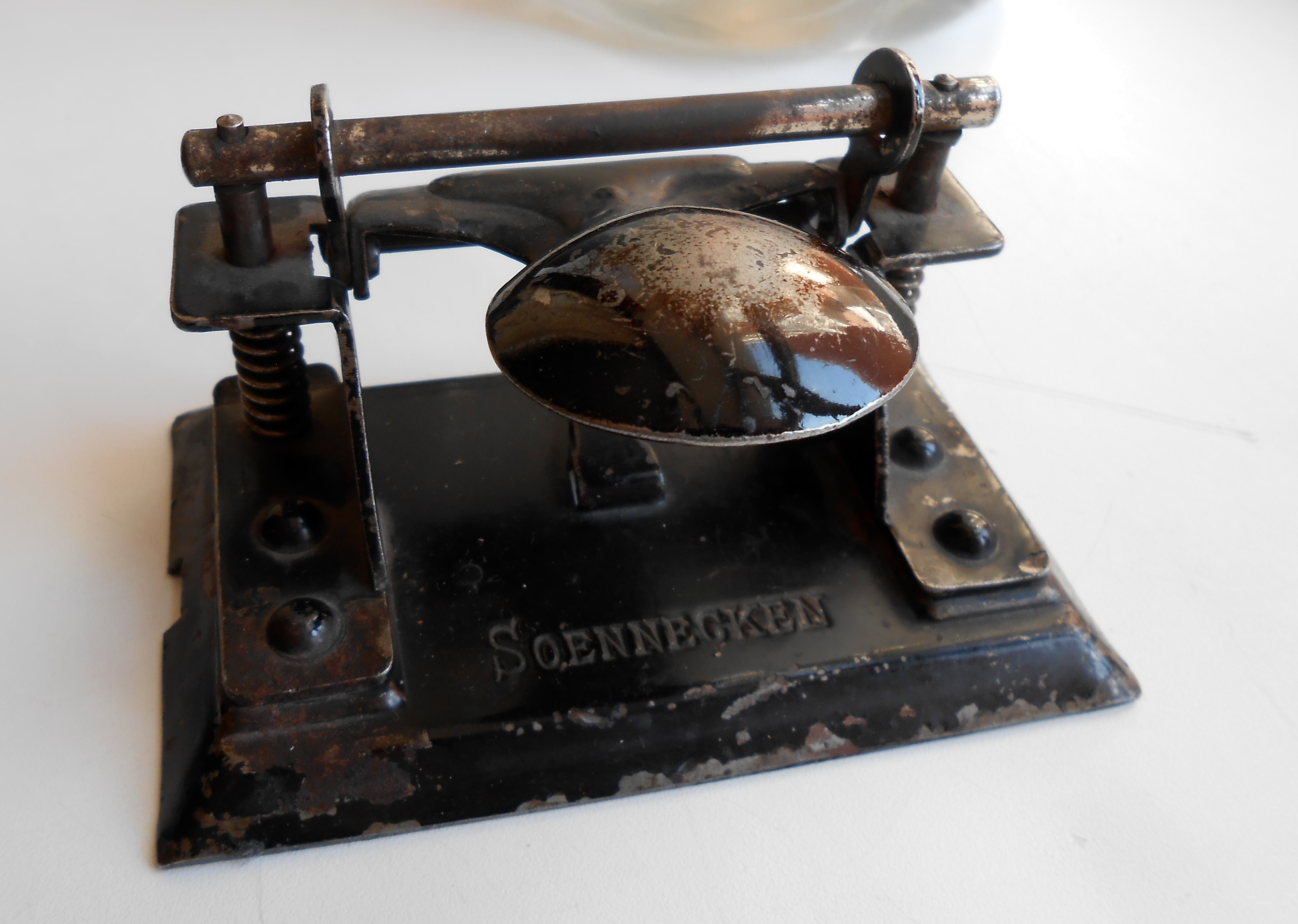
Früher Soennecken-Locher

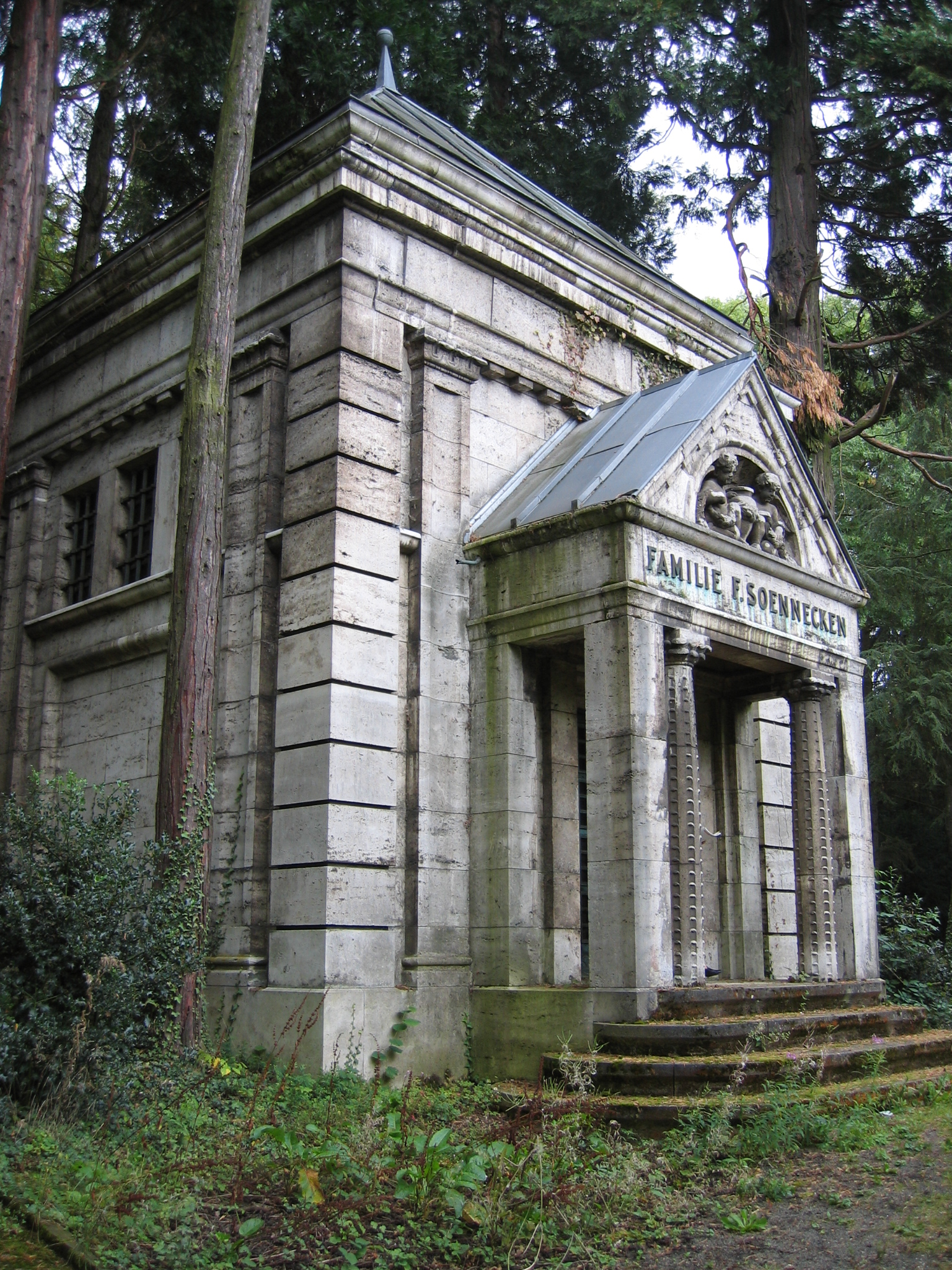
Mausoleum der Familie Soennecken in Poppelsdorf

Soennecken war Sohn eines Schmiedes. Am 27. Mai 1875 gründete er den F. Soennecken Verlag, einen Handelsbetrieb in Remscheid. Durch seine Erfindungen und Entwicklungen rund um Schrift und Schreiben entwickelte sich die Firma sehr gut. Am 19. Oktober 1876 zog er mit seiner Firma, auch wegen der Nähe zur Universität Bonn, nach Poppelsdorf.
Hier begann 1877 in der Luisenstraße die Produktion der Schreibfedern, um Importe aus Großbritannien zu vermeiden. 1884 zog er auf ein Gelände zwischen Kirschallee und Jagdweg, wo ein dreigeschossiger Bau entstand. Expansionsbedingt war 1887 die Betriebsfläche zu erweitern. 1883 beschäftigte der junge Unternehmer 40 Mitarbeiter. Der erste weltweite Erfolg gelang Soennecken mit dem Entwurf einer neuen Art von Schreibfeder, die Rundschriftfeder für Füllfederhalter.

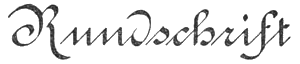
Rundschrift – Schriftzug im Übungsheft von Friedrich Soennecken, um 1885

Zu jener Zeit wurde mit Spitzfedern (Schwellzugfedern) geschrieben, die ursprünglich aus England kamen. Soennecken ließ anfangs seine Federn dort herstellen und begann später mit der Produktion in Poppelsdorf. Um Absatz zu schaffen, entwickelte Soennecken selbst die zu den Federn passende, auf der französischen Ronde-Schrift aufbauende Rundschrift, eine Schreibschrift, die durch eine erleichterte Handhaltung einfacher zu erlernen war als die Schwellschrift. Besonders für Schreibanfänger in der Schule wurde das Schreiben erleichtert. Sein Verlag gab Lehr- und Übungshefte heraus, die Rundschreibhefte. Sie erschienen in mehreren Sprachen und warben gleichzeitig für die Rundschriftfedern, die er parallel vertrieb.
Soennecken gilt als Erfinder des Aktenordners, den er 1886 als „Briefordner“ auf den Markt brachte. Als Komplementärgut ließ er sich am 14. November 1886 seinen Papierlocher für Sammelmappen („Apparat zum zeitweisen Zusammenheften von Briefen“ bei Patentanmeldung) patentieren (späterer Werbeslogan: Klein oder groß – lochen famos!). 1890 entwickelte er einen Umlegekalender, 1903 Ringbücher. Am 3. Oktober 1896 wurde ein neues Betriebsgelände in Poppelsdorf eingeweiht. Der erste tragbare Locher mit Namen „Phoenix“ wurde 1901 von der Stuttgarter Firma Louis Leitz verkauft, die 1871 bereits den nach ihr benannten Leitz-Ordner entwickelt hatte. Am 19. Februar 1898 wurde ein Gebäude für die Möbelfabrikation eingeweiht. Seit 1903/1904 stellte Soennecken auch Regale und Büroschränke her, 1905 wurde „Soennecken“ als Markenzeichen eingetragen. 1910 wurde er für seine Erfindungen auf der Weltausstellung 1910 in Brüssel ausgezeichnet. Sein Unternehmen entwickelte sich zur Weltfirma. Allein im Jahr 1913 versandte Soennecken mit Hilfe von 1.000 Mitarbeitern über seine Exporthäuser in Berlin, Leipzig, Amsterdam, Antwerpen und Paris 72.000 Pakete bis nach Australien und Indien.
Sein Sohn Alfred Soennecken (* 24. Januar 1881 in Bonn; † 19. Juli 1954) war seit 1911 im Werk tätig. 1911 wurde ein fünfgeschossiger Firmensitz in Poppelsdorf fertiggestellt. Friedrich Soenneckens Tochter Karoline (* 8. Juni 1883; † 1972) heiratete 1911 Wilhelm Hammerschmidt, den Sohn von Rudolf Hammerschmidt. Die von Alfred Soennecken nach dem Tod des Vaters 1919 weitergeführte Firma Soennecken ging 1973 in Konkurs, doch die „Großeinkaufsvereinigung deutscher Bürobedarfshändler“ in Overath vertrieb ihre Büroprodukte unter der aus dem Konkurs übernommenen Firma „Soennecken eG“. Aus der Fusion zwischen der Soennecken eG und der Büro Actuell eG ging 1999 die BRANION eG hervor, die 2007 in Soennecken eG umfirmierte.
Friedrich Soennecken starb am 2. Juli 1919, er wurde im familieneigenen Mausoleum auf dem Poppelsdorfer Friedhof in Bonn beigesetzt.

## Weitere Erfindungen und Entwicklungen
- als Lehrling: Tintengefäß mit Holzklotz zur Stabilität
- 1860: Entwicklung der Rundschrift, Vorbild unserer heutigen Schreibschrift
- 1877: Reisekopierpresse
- Schulfeder III, zum Gebrauch in Schulen
- 1889: Füllfederhalter mit hochwertiger, säurebeständiger Goldfeder
- 1890: Umlegkalender
- 1903: Ringbuch, symbolisch Teil des Logo Soennecken

## Ehrungen
Soennecken wurde posthum die Ehrendoktorwürde der Universität Bonn (Dr. med. h. c.) verliehen. Straßen in Iserlohn, Bremen und Tannenbusch sowie die Friedrich-Soennecken-Schule in Poppelsdorf sind nach ihm benannt.

## Dies und das
1888 schrieb Friedrich Nietzsche an einen Freund: „… dies Papier habe ich entdeckt, das erste, auf dem ich schreiben kann. Insgleichen Feder, diese aber aus Deutschland: Soenneckens Rundschriftfeder.“

## Schriften
- Die Rundschrift. Bonn 1876.
- Das deutsche Schriftwesen und die Notwendigkeit seiner Reform. Bonn/Leipzig 1881. (Digitalisat)
- Fraktur oder Antiqua im ersten Unterricht? Vortrag von Friedrich Sonnecken, gehalten in Bonn 1913. Bonn (u. a.) 1913.
- —, Richard Döring: Die Verwendungsmöglichkeiten der Kriegsbeschädigten im Handel. Zwei Vorträge, gehalten auf der Tagung der Kriegsbeschädigten. Fürsorge, 23. bis 25. August (1916) in Köln. Hamburg 1916.
- Die Aufschrift am Reichstagsgebäude „Dem deutschen Volke“. Eine Schriftstudie. München 1920 (Digitalisat).